# Ganisa
Ganisa é um gênero de mariposa pertencente à família Eupterotidae.

## Espécies
- Ganisa cyanogrisea
- Ganisa formosicola
- Ganisa glaucescens
- Ganisa kuangtungensis
- Ganisa longipennata
- Ganisa melli
- Ganisa monotonica
- Ganisa niassana
- Ganisa nigromaculifera
- Ganisa obsoleta
- Ganisa pallida
- Ganisa pandya
- Ganisa plana
- Ganisa postica
- Ganisa similis
- Ganisa wilhelminae